# فولفجانج نيرسباخ
فولفجانج نيرسباخ (بالألمانية: Wolfgang Niersbach، ولد في 30 نوفمبر 1950 في نتسهايم، رومركرشن في الوقت الحالي) هو صحفي ألماني ومسؤول رياضي. تولى رئاسة الاتحاد الألماني لكرة القدم من 2 مارس 2012 حتى 9 نوفمبر 2015.
عارض فوفلجانج نيرسباخ طرد إسرائيل من الاتحاد الدولي لكرة القدم وهو طلب ترفعه فلسطين بحجة التضييق على تحركات اللاعبين ونقل المعدات الرياضية في الأراضي المحتلة، وعلق في 29 مايو 2015 «لا يجب نقل مشكلة سياسية بين بلدين إلى كرة القدم».
أعلن فولفجانج استقالته من منصبه بعد جلسة رئاسية لاتحاد كرة القدم في فرانكفورت على خلفية فضيحة اتهام ألمانيا بدفع أموال للاتحاد الدولي لكرة القدم والمرتبطة بملف استضافة البلاد لبطولة كأس العالم لكرة القدم 2006. وفي إعلانه الاستقالة قال «لقد أدركت بالنسبة لي أنه قد حان الوقت لتحمل المسئولية السياسية».